# Glory To The Heroes
Героям Слава, також відома як Glory To The Heroes — майбутня відеогра у жанрі військового тактичного шутера від першої особи про російсько-українську війну, що розробляється незалежною українською студією Deaf Tone Games. Вихід гри заплановано у 2025 році на таких платформах, як: Microsoft Windows, Linux, Xbox One, Xbox Series, PlayStation 4 та PlayStation 5.

## Ігровий процес
Героям Слава — це шутер від першої особи, події в якому натхненні битвами російсько-української війни. Відеогра пропонує гравцеві військову кампанію та масштабні багатоосібні битви з участю різних військових підрозділів та техніки. За словами розробників, проєкт створено за мотивами історій вищезазначеної війни. 
У багатоосібному режимі гравці розділяться на дві команди з командиром та до 100 гравців у відділенні, які повинні боротися з ворогом на великих відкритих мапах, обираючи тактику разом з іншими відділеннями. Серед мап, що заплановані, Маріуполь, Ірпінь, Буча, Гостомельський аеропорт. Гравці можуть обрати свій клас та підрозділ. Кожна фракція має власне спорядження та техніку, що дозволяє гравцям вибрати різноманітний ігровий досвід, як стрільця, навідника, протитанкового гранатометника, медика, снайпера або іншого солдата з унікальним спорядженням.

## Розробка
Над розробкою відеогри працює невелика команда Spacedev Games, заснована випускником Київського політехнічного інституту Сергієм Вороновим. Воронов також проходив службу в Силах територіальної оборони ЗСУ на початку російського вторгнення, а коли війська ЗС РФ відступили від столиці Києва, він зміг займатись грою серйозніше. Відомо, що гра розробляється на рушії Unreal Engine 5. Перша демоверсія була створена ще у 2020 році. Перший тизер проєкту побачив світ 7 травня 2022 року. У вересні того ж року розробники запустили кампанію на платформі Kickstarter, яка тривала до 25 листопада. Попри зусилля команди, потрібну суму грошей зібрати не вдалося. 30 жовтня 2022 року був представлений трейлер ігрового процесу в багатоосібному режимі.

## Контроверсійність
Розробка відеогри, яка висвітлює події війни в Україні, що триває, стала причиною обурення та суперечок частини української спільноти. Гравці вважають, що це не етично відтворювати реальні бойові події в грі, особливо ті, які ще тривають і за якими стоять людські життя. Було висловлено також обурення через можливість грати на боці російських військових у багатокористувацькому режимі гри.